# Saint-Renan
Saint-Renan (på bretonsk Lokournan) er en mellemstor fransk kommune. Den er placeret i departementet Finistère i Bretagne ca. 15 km nordvest for Brest. Indbyggerne herfra kaldes Renanais.

## Historie
Saint-Renan har sit navn efter den irske helgen saint Ronan, som kom til området for at udbrede evangeliet i det 5. århundrede.
I 1276 oprettede greven af Bretagne en domstol, dækkede Saint-Renan og Brest.
Efter at Bretagne var blevet en del af Frankrig i 1790, blev Saint-Renat hovedby for et sénéchaussée og blev centrum for al civil og militær administration i et område, der strakte sig over 37 sogne.
I 1681 flyttede Louis XIV domstolen til Brest, hvilket blev starten på byens økonomiske deroute.
I løbet af 1960'erne fandt man forekomster af minearaler i det sumpområde, der ligger langs åen Ildut, hvilket gjorde Saint-Renan til Europas tinhovedstad.
De grave, der blev skabt ved tinudvindingen er efterfølgende blevet fyldt op af åens vand hvilket har skabt 6 søer nær byen.